# 455 av. J.-C.
Cette page concerne l'année 455 av. J.-C. du calendrier julien proleptique.

## Événements
- Mars-avril : succès du poète comique athénien Cratinos, aux Dionysies urbaines d’Athènes[1]. Les Péliades, première tragédie d’Euripide, obtient la troisième place (perdue)[2].
- 9 octobre : début à Rome du consulat de Titus Romilius Rocus Vaticanus et Caius Veturius Cicurinus[3].

## Naissances en 455 av. J.-C.
- Vers 455 av. J.-C.
- Li Kui, ministre de la Chine archaïque, conseiller de la cour du marquis Wen de Wei dans l'État de Wei († vers 395 av. J.-C.).